# Rob Matthaei
Rob Matthaei (Amsterdam, 20 september 1966) is een Nederlandse oud-profvoetballer en tegenwoordig jeugdtrainer van Al-Rayyan in Qatar. Hij speelde van 1985 tot 2004 als middenvelder.